# Арамелевка
Арамелевка (баш. Арамелевка) — деревня в Благовещенском районе Башкортостана, относится к Ильино-Полянскому сельсовету.

## Население
| 2002 | 2009 | 2010 |
| ---- | ---- | ---- |
| 165  | ↗209 | ↘193 |

Согласно переписи 2002 года, преобладающая национальность — русские (80 %).

## История
Арамелевский починок (Кондрашин Лоб) был образован в 1885 году на реке Большой Изяк. Крестьяне-переселенцы из Вятской и Пермской губерний купили землю у крупного землевладельца Дашкова. Цена приобретения составила 22 рубля за десятину, при этом поземельный банк выдал ссуду, которая покрыла более 90 % расходов.
Деревня известна тем, что здесь в 1914 году родился герой Советского Союза Иван Яковлевич Нелюбин.
Название Арамелевского починка происходит от фамилии одного из первопоселенцев — Карпа Арамелева. Помимо семьи Арамелевых первыми жителями починка стали Орловы, Горбуновы, Барышниковы, Мухачевы, Новиковы, Пономаревы, Сотниковы, Шиловы, Шабалины, Фукаловы, Краевы, Коврижных и другие.
Большинство жителей починка были православные и относились к приходу села Ашкашлы. Однако были и старообрядцы белокриницкой иерархии, которые в начале XX века официально вошли в Свято-Троицкую общину.
Починок быстро разрастался, и к 1895 году в состав поселения входило 53 двора и 348 человек. Нужды жителей обеспечивали две кузницы, два маслобойных заведения, водяная мельница, хлебозапасный магазин и бакалейная лавка. А в начале нового, двадцатого, века в починке появилась первая земская одноклассная школа, где работали двое учителей.
К 1912 году население починка выросло. В Арамелевке было 74 хозяйства и постоянно проживало 434 крестьянина. Хозяйства входили в земельное товарищество, в собственности которого находилась вся купчая земля — 1225,3 десятины. Крестьяне засеивали собственную землю, некоторые сдавали в аренду. Жители держали рабочих лошадей, коров, некоторые семьи занимались пчеловодством.
В советский период деревня Арамелевка (бывший Арамелевский починок) пошла в состав Ильино-Полянского сельсовета, фактически став частью села Ильино-Поляна.
В 1930-е годы в деревне был организован колхоз «Красный Октябрь». В 1950-е годы Арамелевка входила в состав колхоза имени Маленкова, а в 1957 году вошла в состав совхоза «Степановский».
Количество жителей Аремелевки со временем стало сокращаться: в 1939 году здесь проживало 328 жителей.

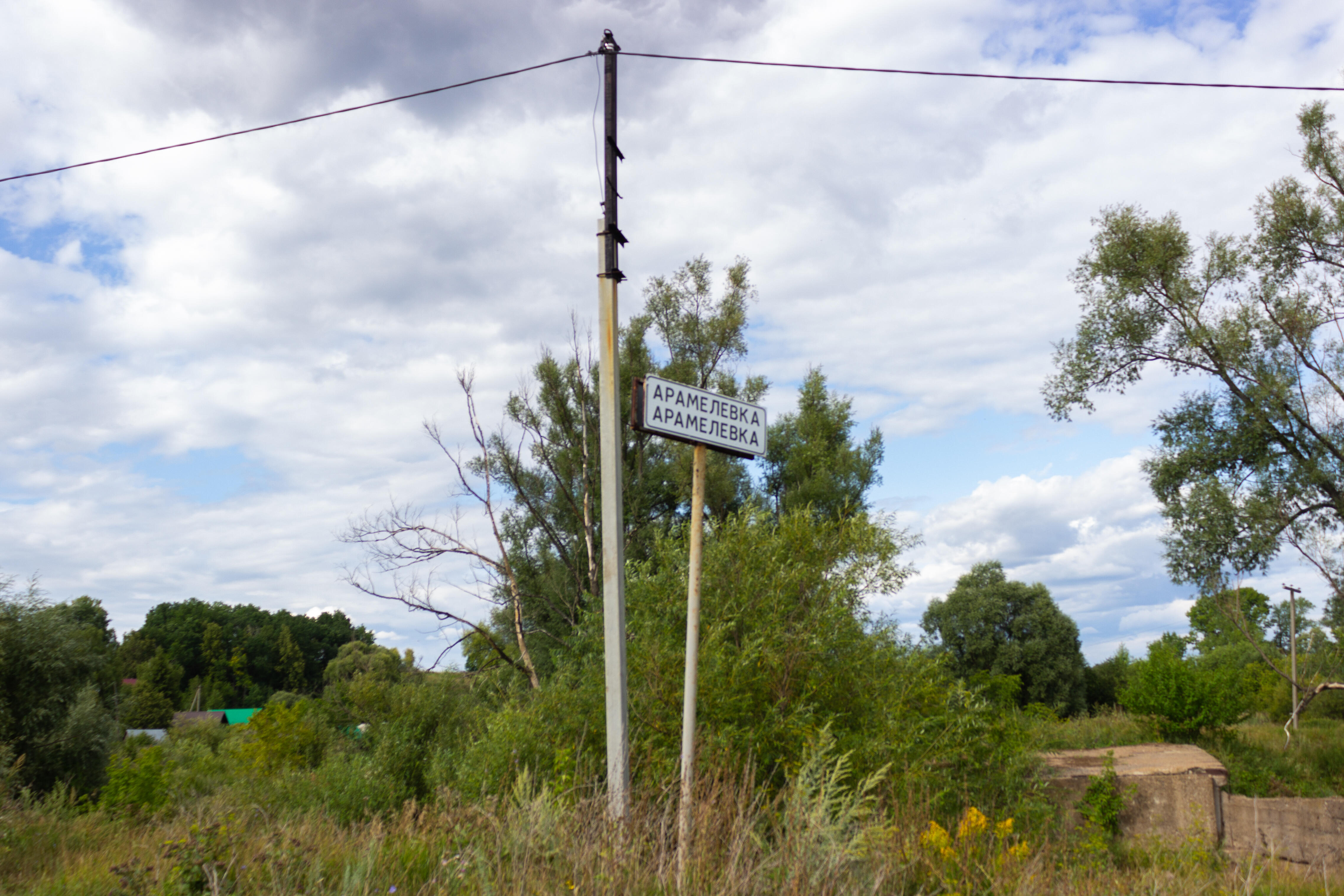
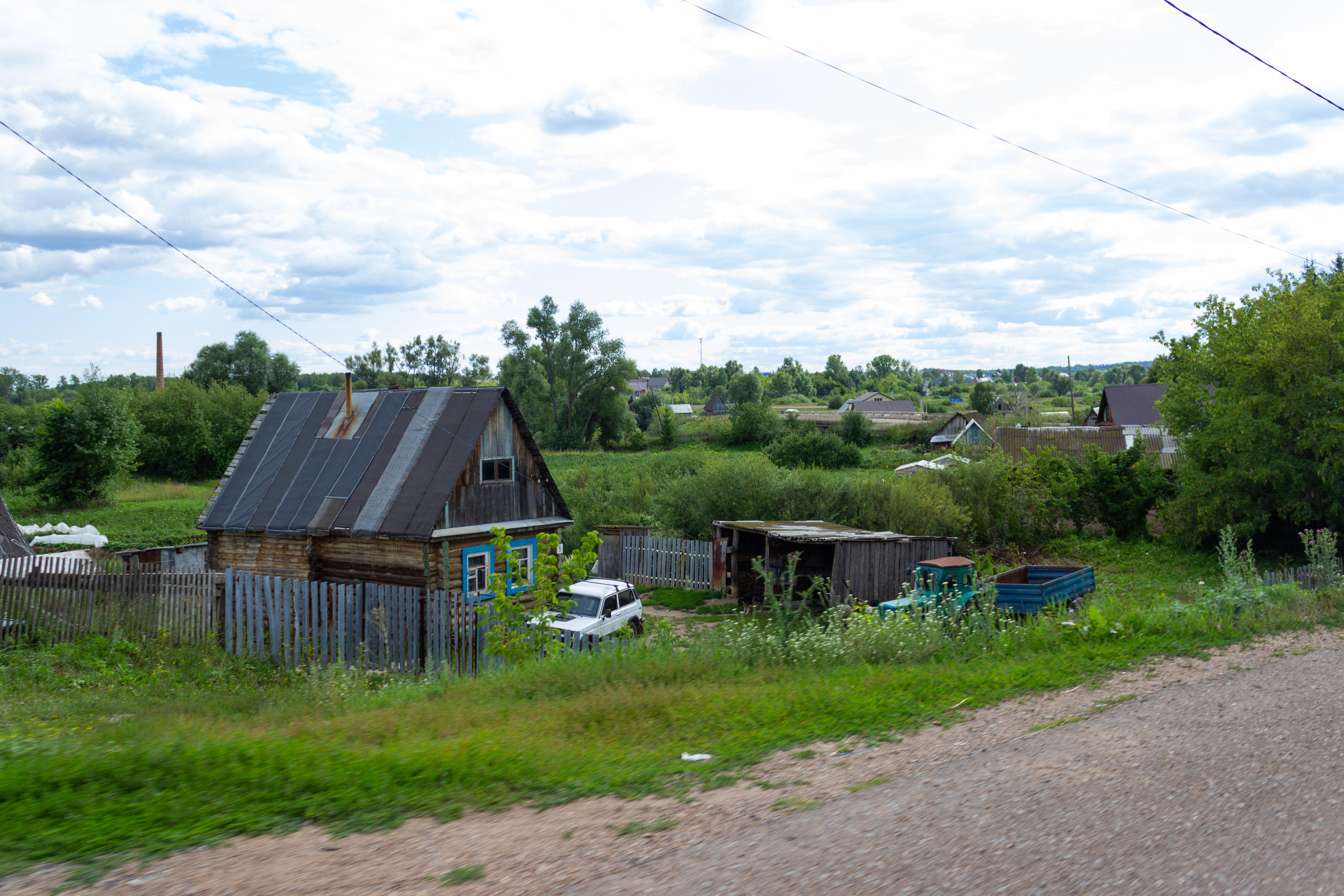
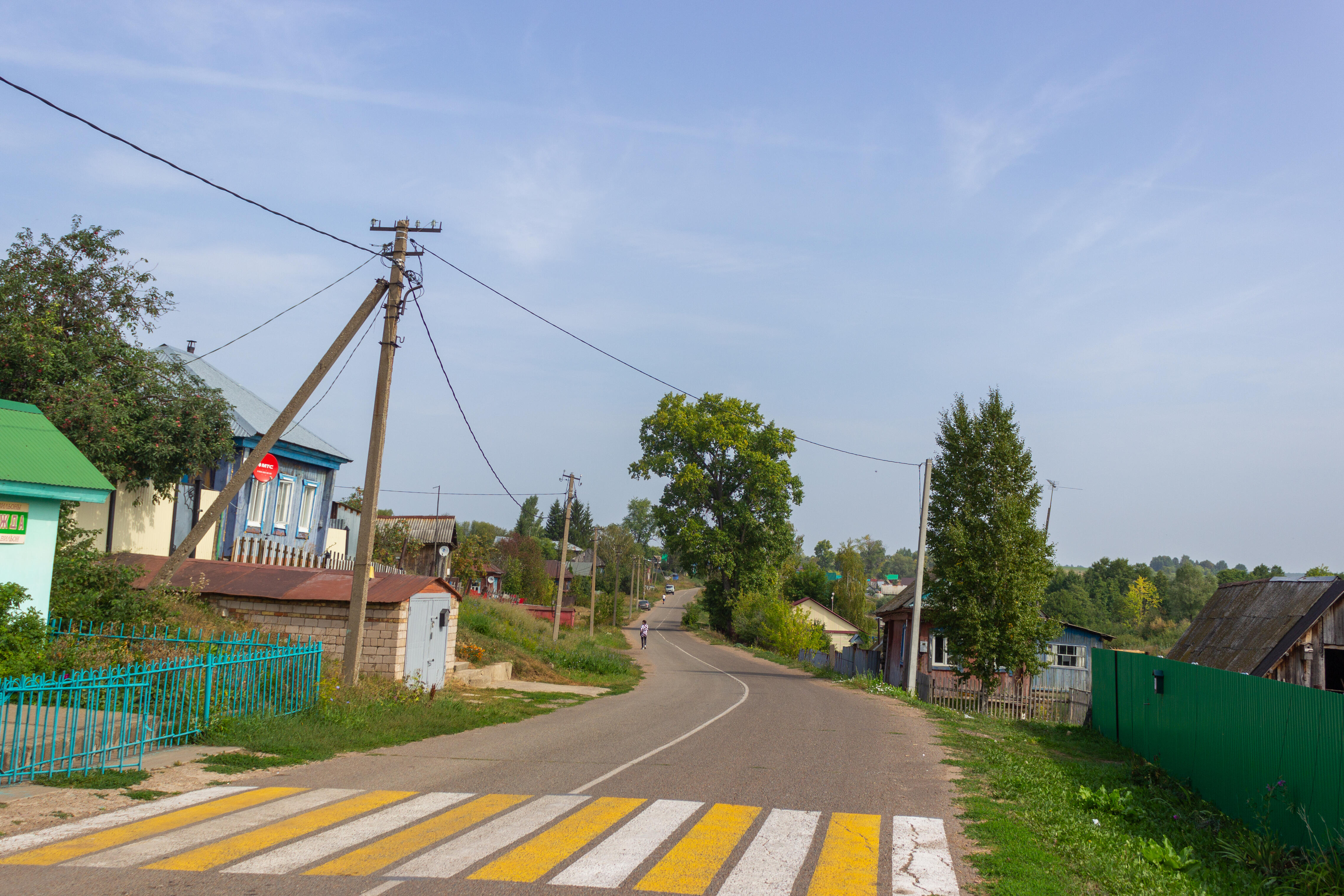
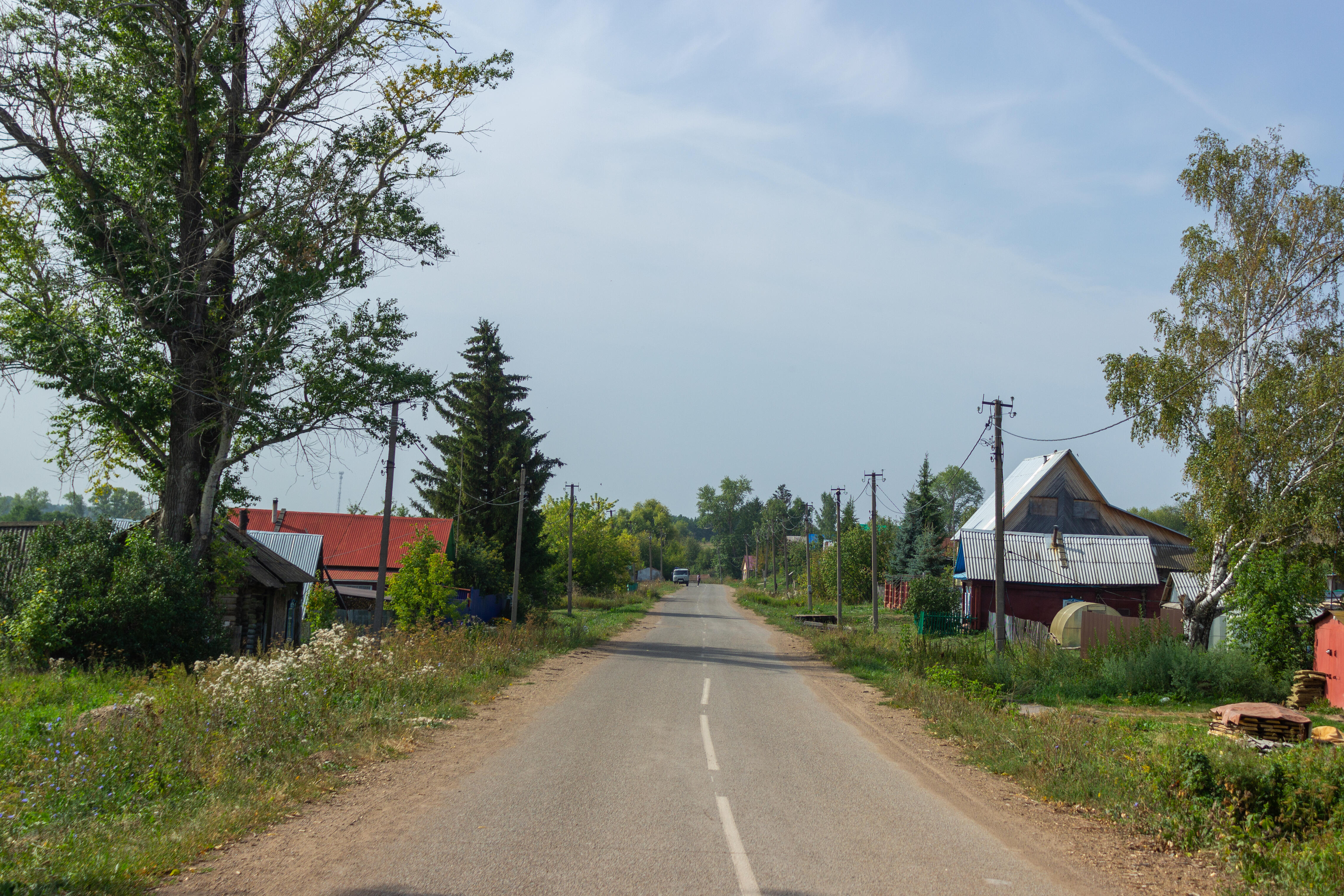

## Географическое положение
Расстояние до:
- районного центра (Благовещенск): 16 км,
- центра сельсовета (Ильино-Поляна): 2 км,
- ближайшей ж/д станции (Загородная): 24 км.